# Напиг (Њујорк)
Напиг (енгл. Napeague) насељено је место без административног статуса у америчкој савезној држави Њујорк.

## Демографија
По попису из 2010. године број становника је 200, што је 23 (-10,3%) становника мање него 2000. године.
| Група             | 2000.       | 2010.       |
| Белци             | 202 (90,6%) | 187 (93,5%) |
| Афроамериканци    | 2 (0,9%)    | 2 (1,0%)    |
| Азијати           | 0 (0,0%)    | 3 (1,5%)    |
| Хиспаноамериканци | 15 (6,7%)   | 6 (3,0%)    |
| Укупно            | 223         | 200         |